# Desa Nangsri (administrativ by i Indonesien, lat -7,71, long 110,52)
Desa Nangsri är en administrativ by i Indonesien.   Den ligger i provinsen Jawa Tengah, i den västra delen av landet, 400 km öster om huvudstaden Jakarta.